# Laphria manifesta
Laphria manifesta är en tvåvingeart som beskrevs av Walker 1858. Laphria manifesta ingår i släktet Laphria och familjen rovflugor. Inga underarter finns listade i Catalogue of Life.